# Hawthorne (Nevada)
Hawthorne je sídlo v okrese Mineral County ve státě Nevada ve Spojených státech amerických. Je zároveň správním střediskem tohoto okresu. V rámci stejnojmenného území pro sčítání lidu (census-designated place) žije přibližně 3 100 obyvatel.
Hawthorne byl založen v roce 1880 H. M. Yeringtonem, ředitelem železniční společnosti Carson and Colorado Railroad Co., a o tři roky později se stal na nějaký čas správním centrem okresu Esmeralda County. V roce 1911 byl z Esmeralda County vyčleněn okres Mineral County a Hawthorne se stal jeho střediskem.
Městečkem, které je ze tří stran obklopeno vojenskou oblastí s armádními sklady, prochází silnice U.S. Route 95. Severozápadně od Hawthornu leží jezero Walker Lake.